# Tour der irischen Rugby-Union-Nationalmannschaft nach Amerika 2000
| Tour der Iren nach Amerika 2000 | Tour der Iren nach Amerika 2000 | Tour der Iren nach Amerika 2000 | Tour der Iren nach Amerika 2000 | Tour der Iren nach Amerika 2000 |
| Übersicht                       | S                               | G                               | U                               | N                               |
| ------------------------------- | ------------------------------- | ------------------------------- | ------------------------------- | ------------------------------- |
| Test Matches                    | 3                               | 1                               | 1                               | 1                               |
| Gesamt                          | 3                               | 1                               | 1                               | 1                               |
|                                 |                                 |                                 |                                 |                                 |
| Argentinien                     | 1                               | 0                               | 0                               | 1                               |
| Kanada                          | 1                               | 0                               | 1                               | 0                               |
| Vereinigte Staaten              | 1                               | 1                               | 0                               | 0                               |

Die Tour der irischen Rugby-Union-Nationalmannschaft nach Amerika 2000 umfasste eine Reihe von Freundschaftsspielen der irischen Rugby-Union-Nationalmannschaft. Sie reiste im Juni 2000 durch Argentinien, die Vereinigten Staaten und Kanada und bestritt währenddessen je ein Test Match gegen die Nationalmannschaften dieser Länder. Diese endeten mit je einer Niederlage, einem Sieg und einem Unentschieden.

## Spielplan
- Hintergrundfarbe grün = Sieg
- Hintergrundfarbe gelb = Unentschieden
- Hintergrundfarbe rot = Niederlage

(Ergebnisse aus der Sicht Irlands)
| # | Datum         | Gegner             | Ort          | Stadion                    | Ergebnis |
| - | ------------- | ------------------ | ------------ | -------------------------- | -------- |
| 1 | 0.3 Juni 2000 | Argentinien        | Buenos Aires | Estadio Ferro Carril Oeste | 23:34    |
| 2 | 10. Juni 2000 | Vereinigte Staaten | Manchester   | Singer Family Park         | 83:3     |
| 3 | 17. Juni 2000 | Kanada             | Markham      | Fletcher’s Fields          | 27:27    |

## Test Matches
| 3. Juni 2000 | Argentinien                                                                          | 34 : 23       | Irland                                                        | Estadio Ferro Carril Oeste, Buenos Aires Zuschauer: 25.000 Schiedsrichter: André Watson (Südafrika) |
| 3. Juni 2000 | Versuche: Bartolucci Corleto Méndez Erhöhungen: Quesada (2) Straftritte: Quesada (5) | (8:5) Bericht | Versuche: Bishop (2) Henderson O’Kelly Straftritte: Humphreys | Estadio Ferro Carril Oeste, Buenos Aires Zuschauer: 25.000 Schiedsrichter: André Watson (Südafrika) |

Aufstellungen:
- Argentinien: Diego Albanese, Alejandro Allub, Octavio Bartolucci, Ignacio Corleto, Ignacio Fernández Lobbe, Gonzalo Longo, Rolando Martín, Federico Méndez, Juan Fernández Miranda, Santiago Phelan, Agustín Pichot , Gonzalo Quesada, Mauricio Reggiardo, Martín Scelzo, Eduardo Simone 
 Auswechselspieler: Felipe Contepomi
- Irland: Justin Bishop, Peter Clohessy, Simon Easterby, Anthony Foley, Mick Galwey, John Hayes, Rob Henderson, Shane Horgan, David Humphreys, Kevin Maggs, Peter McKenna, Malcolm O’Kelly, Peter Stringer, David Wallace, Keith Wood 
 Auswechselspieler: Justin Fitzpatrick, Mike Mullins, Ronan O’Gara, Andy Ward

| 10. Juni 2000 | Vereinigte Staaten | 3 : 83         | Irland | Singer Family Field, Manchester Schiedsrichter: Clayton Thomas (Wales) |
| 10. Juni 2000 | Straftritte: Wells | (3:31) Bericht | Versuche: G. Easterby (2) S. Easterby (2) Humphreys Mullins (3) Murphy (2) O’Kelly Topping P. Wallace Erhöhungen: Humphreys O’Gara (8) | Singer Family Field, Manchester Schiedsrichter: Clayton Thomas (Wales) |

Aufstellungen:
- USA: Andre Blom, Kevin Dalzell, Malakai Delai, Phillip Eloff, Philippe Farner, Robbie Flynn, Juan Grobler, Dave Hodges , Matt Kane, Ray Lehner, John McBride, Kort Schubert, Kurt Shuman, Grant Wells, Don Younger 
 Auswechselspieler: John Burke, Joe Clayton, Tom Kelleher, Kirk Khasigian, Link Wilfley
- Irland: Jeremy Davidson, Guy Easterby, Simon Easterby, Justin Fitzpatrick, Rob Henderson, Tyrone Howe, Eric Miller, Mike Mullins, Geordan Murphy, Ronan O’Gara, Malcolm O’Kelly, James Topping, David Wallace, Paul Wallace, Keith Wood  
 Auswechselspieler: Bob Casey, Marcus Horan, David Humphreys, Kevin Maggs, Frank Sheahan, Andy Ward

| 17. Juni 2000 | Kanada                                                                            | 27 : 27        | Irland                                                            | Fletcher’s Fields, Markham Zuschauer: 6000 Schiedsrichter: Joël Dumé (Frankreich) |
| 17. Juni 2000 | Versuche: Murphy Stanley Stewart Erhöhungen: Stewart (3) Straftritte: Stewart (2) | (21:8) Bericht | Versuche: Bishop Horgan Wallace Straftritte: Humphreys O’Gara (3) | Fletcher’s Fields, Markham Zuschauer: 6000 Schiedsrichter: Joël Dumé (Frankreich) |

Aufstellungen:
- Kanada: Ryan Banks, Gregor Dixon, Pat Dunkley, Sean Fauth, Mark Irvine, Ed Knaggs, Phil Murphy, Kyle Nichols , Rod Snow, Winston Stanley, Scott Stewart, John Tait, Jon Thiel, Morgan Williams, Nik Witkowski 
 Auswechselspieler: Dan Baugh, Duane Major
- Irland: Justin Bishop, Dominic Crotty, Jeremy Davidson, Simon Easterby, Justin Fitzpatrick, Anthony Foley, Mick Galwey, John Hayes, Shane Horgan, David Humphreys, Kevin Maggs, Mike Mullins, Peter Stringer, Andy Ward, Keith Wood  
 Auswechselspieler: Bob Casey, Guy Easterby, Eric Miller, Geordan Murphy, Ronan O’Gara, Paul Wallace